# Ичикса
Ичикса — река в России, протекает по Алатырскому району Чувашской Республики. Левый приток реки Сура.

## География
Река Ичикса берёт начало у населённого пункта Троицкий. Течёт на восток по открытой местности. Протекает мимо населённых пунктов Злобино, Кувакино, Ичиксы, Междуречье. Устье реки находится в 263 км от устья Суры. Длина реки составляет 20 км, площадь водосборного бассейна — 122 км².

## Данные водного реестра
По данным государственного водного реестра России относится к Верхневолжскому бассейновому округу, водохозяйственный участок реки — Сура от устья реки Алатырь и до устья, речной подбассейн реки — Сура. Речной бассейн реки — (Верхняя) Волга до Куйбышевского водохранилища (без бассейна Оки).
Код объекта в государственном водном реестре — 08010500412110000038886.